# David Iakerson
 (juin 2018).
Si vous disposez d'ouvrages ou d'articles de référence ou si vous connaissez des sites web de qualité traitant du thème abordé ici, merci de compléter l'article en donnant les références utiles à sa vérifiabilité et en les liant à la section « Notes et références ».
David Iakerson, né le 15 mars 1896 à Vitebsk et mort en 1947 à Moscou est un peintre, graphiste et sculpteur russe.

## Biographie
Il a étudié auprès de Iouri Pen. De 1919 à 1921, il enseigne la sculpture à l'école populaire d'art fondée par Marc Chagall. Après avoir collaboré aux décorations du premier anniversaire de la Révolution à Vitebsk, il réalise plusieurs monuments commémoratifs[Où ?], dont deux en hommage à Karl Libknecht et à Karl Marx.
Il devient membre de l'UNOVIS fondé par Malevitch.
Après 1921, il s'installe à Moscou. Il a participé aux expositions de la Société des sculpteurs russes de 1926 à 1931.